# Nicu Vlad
Nicolae „Nicu” Vlad (ur. 1 listopada 1963 w Piscu) – rumuński sztangista, trzykrotny medalista olimpijski i wielokrotny medalista mistrzostw świata.
Brał udział w czterech igrzyskach (IO 84, IO 88, IO 92, IO 96), na trzech zdobywał medale – po jednym w każdym kolorze. W 1984 – pod nieobecność sportowców z części krajów Bloku Wschodniego – triumfował, był drugi w 1988 i trzeci w 1996. Był medalistą mistrzostw świata, wywalczył złoto w 1984, 1986 i 1990, był drugi w 1987, 1989 i 1994 oraz trzeci w 1985. Pobił dwa rekordy świata. Zwyciężał na mistrzostwach Europy w 1985 i 1986, czterokrotnie był drugi (1987, 1989, 1990 i 1996).
Reprezentował także barwy Australii (m.in. na mistrzostwach świata w 1994).